# Kunratice (Liberec)
Kunratice é uma comuna checa localizada na região de Liberec, distrito de Liberec‎.